# 周子陽
周子陽（1983年—），中國大陸電影導演。

## 作品
- 2017年《老獸》。第54屆金馬獎，「老獸」榮獲最佳原著劇本獎，導演周子陽說道「只要愛著這世上你最重要的東西，你會有力量」。[1]

## 獎項
| 獎名/影展名 | 頒獎日期       | 獎項         | 結果 | 參考  |
| ----------- | -------------- | ------------ | ---- | ----- |
| 金馬獎      | 2017年11月25日 | 最佳新導演   | 提名 | [ 2 ] |
| 金馬獎      | 2017年11月25日 | 最佳原著劇本 | 獲獎 | [ 2 ] |

## 外部連結
- 周子陽在互联网电影资料库（IMDb）上的資料（英文）